# ジャスト・フレンズ (ヘレン・メリルのアルバム)
| 専門評論家によるレビュー | 専門評論家によるレビュー |
| レビュー・スコア         | レビュー・スコア         |
| 出典                     | 評価                     |
| ------------------------ | ------------------------ |
| AllMusic                 | [ 1 ]                    |

『ジャスト・フレンズ』(Just Friends) は、ヘレン・メリル・フィーチャリング・スタン・ゲッツという名義でエマーシー・レコードから発表された1989年のアルバム。
原盤権は、日本フォノグラムにある。また、当時のフランス・テレコム財団 (France Telecom Foundation) から資金援助を受けて制作されたこともあり、フランスを拠点に活動するミュージシャンたちが多く起用され、収録曲のうち3曲（トラック5-7）はパリで1989年6月に録音された。残り6曲はニューヨークで同年6月から7月にかけて録音されている。
このアルバムは日本で、スイングジャーナル社主催の1989年度ジャズ・ディスク大賞においてボーカル賞を受賞した。

## 収録曲
1. カヴァティーナ - "Cavatina"
2. イット・ネヴァー・エンタード・マイ・マインド - "It Never Entered My Mind"
3. ジャスト・フレンズ - "Just Friends"
4. スイングしなけりゃ意味ないね - "It Don't Mean a Thing (If It Ain't Got That Swing)"
5. ベイビー・エイント・アイ・グッド・トゥ・ユー - "Baby, Ain't I Good to You"
6. イッツ・ノット・イージー・ビーイング・グリーン - "It's Not Easy Bein' Green"
7. イフ・ユー・ゴー・アウェイ - "If You Go Away"
8. イエスタデイズ - "Yesterdays"
9. ミュージック・メイカー - "Music Maker"

## パーソネル
- ヘレン・メリル - ボーカル
- スタン・ゲッツ - テナー・サックス
- ヨアヒム・キューン - ピアノ（トラック1-4, 8,9）[1][3]
- トリー・ジトー（英語版） - ピアノ（トラック5-7）[1][3]
- ジャン・フランソワ・ジェニー・クラーク - ベース
- ダニエル・ユメール - ドラムス